# Droga wojewódzka 812
Die Droga wojewódzka 812 (DW 812) ist eine 151 Kilometer lange Droga wojewódzka (Woiwodschaftsstraße) in der polnischen Woiwodschaft Lublin, die Biała Podlaska mit Krasnystaw verbindet. Die Strecke liegt in der kreisfreien Stadt Biała Podlaska, im Powiat Bialski, im Powiat Parczewski, im Powiat Włodawski, im Powiat Chełmski und im Powiat Krasnostawski.

## Streckenverlauf
Woiwodschaft Lublin, Kreisfreie Stadt Biała Podlaska
-  Biała Podlaska (DK 2, DW 811)

Woiwodschaft Lublin, Powiat Bialski
- Dubów
- Bielany
- Łomazy
- Rossosz
- Dubica Górna
-  Wisznice (DK 63, DW 815)
- Łyniew
- Marylin
- Dołholiska
- Ratajewicze
- Grabówka

Woiwodschaft Lublin, Powiat Parczewski
- Mosty

Woiwodschaft Lublin, Powiat Włodawski
- Żuków
- Korolówka
-  Włodawa (DK 82, DW 816, DW 818)
- Okuninka

Woiwodschaft Lublin, Powiat Chełmski
-  Łowcza (DW 819)
- Sawin
- Czułczyce-Kolonia
-  Horodyszcze-Kolonia (DW 841)
-  Chełm (DK 12, DW 843, DW 844)
- Rudka
-  Rejowiec (DW 839)

Woiwodschaft Lublin, Powiat Krasnostawski
- Krupe
- Siennica Nadolna
-  Krasnystaw (DK 17, DW 842, DW 846)